# C/1997 J2 (Meunier-Dupouy)
C/1997 J2 (Meunier-Dupouy) est une comète non-périodique.

## Découverte
La comète a été observée pour la première fois en mai 1997 par les astronomes français Michel Meunier et Philippe Dupouy. Le 10 mars 1998, la comète est passée à son périhélie.

## Orbite
C/1997 J2 suit une trajectoire hyperbolique avec une excentricité de 1,0005. Son périhélie était à 3,05 ua du Soleil. L'inclinaison de son orbite est de 91,27°.